# Frances FitzGerald (Journalistin)

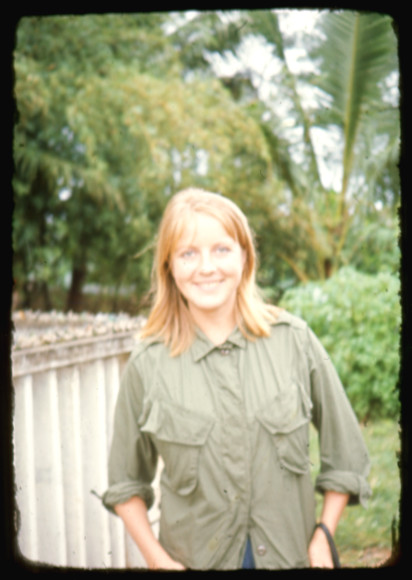
Frances FitzGerald im Südvietnam (1966)

Frances „Frankie“ FitzGerald (* 21. Oktober 1940 in New York City) ist eine US-amerikanische Autorin und Journalistin. Bekannt ist sie insbesondere für ihr Buch Fire in the Lake (1972), in dem sie über die Hintergründe des Vietnamkriegs schrieb. Später befasste sie sich unter anderem mit der Rolle der Strategic Defense Initiative in der Präsidentschaft Ronald Reagans und dem Evangelikalismus in den USA.

## Leben
FitzGerald wurde im Herbst 1940 in New York City geboren. Ihr Vater war der damalige Jurist und spätere CIA-Geheimdienstler Desmond FitzGerald (1910–1967). Sie studierte nahöstliche Geschichte am Radcliffe College. Nach ihrem Abschluss 1962 ging sie nach Paris, wo sie für die antikommunistische Kulturorganisation „Kongress für kulturelle Freiheit“ als Autorin arbeitete und mehrere Artikel in Magazinen publizierte. Als sie 1964 nach New York City zurückkehrte, setzte sie ihre Laufbahn als Journalistin fort und begann, Porträts für die Sonntagsausgabe des New York Herald Tribune zu verfassen, ehe die Zeitung 1966 angestellt wurde. Danach ging sie für einige Monate als freischaffende Journalistin nach Südvietnam und verfasste fortan Artikel über die südvietnamesische Politik, die sie unter anderem in der New York Times, der Vogue, dem Daily Telegraph und dem Atlantic Monthly veröffentlichte.
Parallel arbeitete sie an einer längeren Reportage über Südvietnam in Buchform, für die sie 1971 in das Land zurückkehrte und weitere Recherchen an der Widener Library der Harvard University anstellte. Der Fokus ihrer Arbeit lag auf einer Beschreibung der vietnamesischen Kultur und der gesellschaftlichen Reaktionen auf die ausländischen Eingriffe in die Geschicke des Landes. Das Ergebnis dieser Arbeit publizierte sie 1972 unter dem Titel Fire in the Lake, wofür sie unter anderem mit dem Pulitzer-Preis für das beste Sachbuch ausgezeichnet wurde. Das Buch gilt als Standardwerk über die Hintergründe des Vietnamkriegs. Danach setzte FitzGerald ihr Schaffen als Journalistin fort und arbeitete unter anderem für das ´Magazin The New Yorker und wurde zum Mitglied der Redaktionsleitung der linksgerichteten Wochenzeitung The Nation und der Außenpolitikzeitschrift Foreign Policy ernannt. Ferner engagierte sie im Autorenverband PEN International und wurde dessen Vizepräsidentin. Ebenso wurde sie Mitglied des Council on Foreign Relations, einer außenpolitischen Denkfabrik. Von 2005 bis 2006 war sie Präsidentin der Society of American Historians.

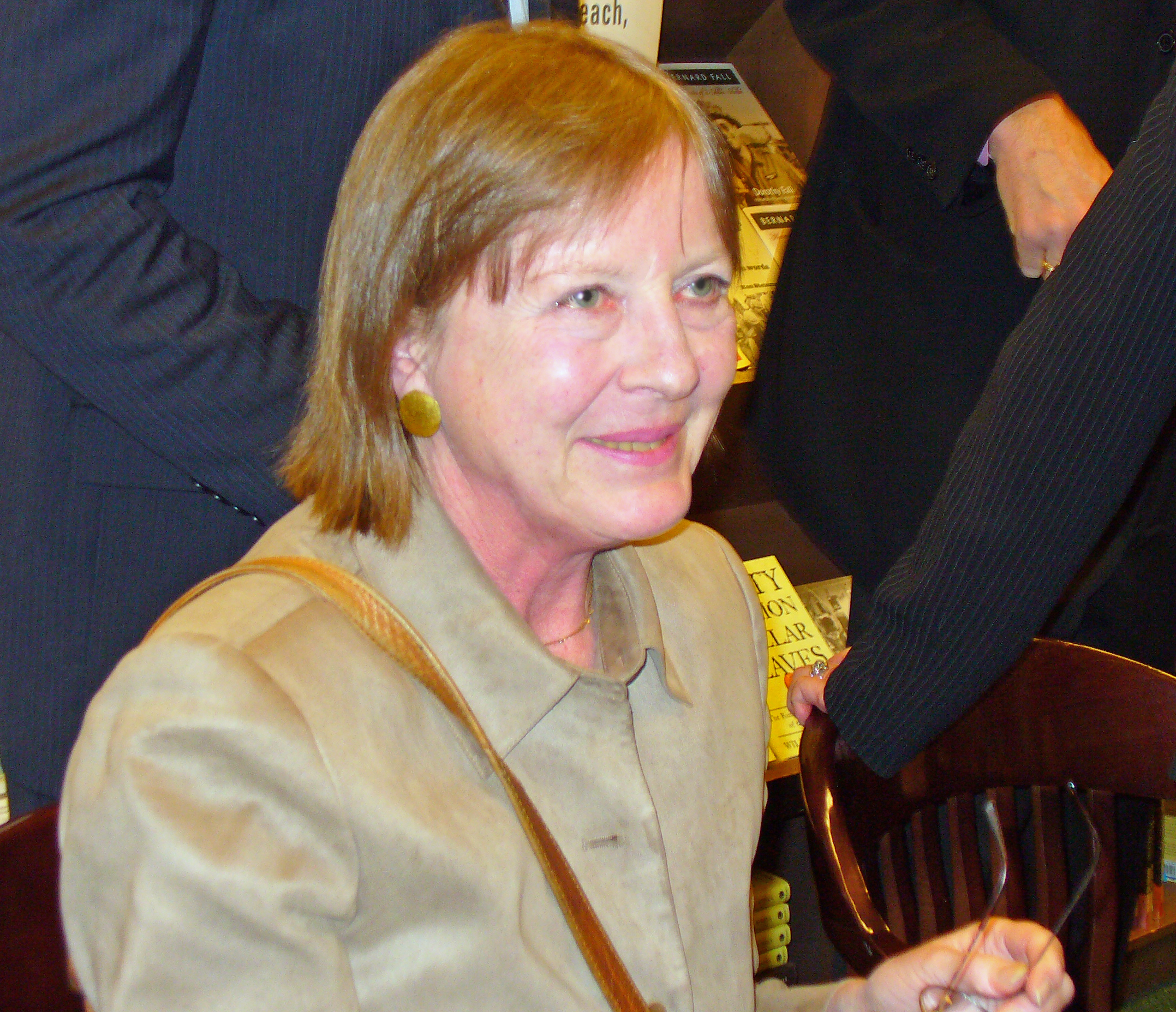
Frances FitzGerald (2007)

Parallel arbeitete sie jedoch auch an längeren Reportagen in Buchform. 1979 setzte sie sich in America Revised mit US-amerikanischen Geschichts-Schulbüchern auseinander, 1986 behandelte sie in Cities on a Hill vier utopische Siedlungen im Amerika der 1980er Jahre. Parallel begann sie, sich für den christlichen Fundamentalismus zu interessieren und verfasste Porträts von religiösen Führern wie Jerry Falwell, Jim Bakker und Tammy Faye Bakker. Im Jahr 2000 veröffentlichte sie ihr nächstes Buch Way Out There in the Blue über Ronald Reagan, seine Strategic Defense Initiative und das Ende des Kalten Kriegs. Ein Jahr später publizierte sie gemeinsam mit der Fotografin Mary Cross ein Band über die Revitalisierung der traditionellen vietnamesischen Kultur nach Ende des Vietnamkriegs. Ihr Interesse an zeitgenössischer US-amerikanischer Religion mündete 2017 in einer Monografie über den US-Evangelikalismus.
FitzGerald lebt in New York City und Maine und ist verheiratet mit dem Philosophen James P. Sterba.

## Ehrungen
- 1969: Preis des Overseas Press Club für interpretative Berichterstattung.[1]
- 1973: Pulitzer-Preis für das beste Sachbuch für Fire in the Lake[8]
- 1973: Bancroft-Preis für Fire in the Lake[9]
- 1973: National Book Award for Nonfiction in der Kategorie „Contemporary Affairs“ für Fire in the Lake[10]
- 2000: Los Angeles Times Book Prize in der Kategorie „Current Interest“ für Way Out There in the Blue[3]
- 2009: Guggenheim-Stipendium[3]
- 2017: National Book Critics Circle Award in der Kategorie „Sachbuch“ für The Evangelicals[11]
- 2020: Tony Horwitz Prize der Society of American Historians[12]

## Veröffentlichungen
- Fire in the Lake: The Vietnamese and the Americans in Vietnam. Atlantic-Litte, Brown, Boston 1972. ISBN 0316284238.
- America Revised: History Schoolbooks in the Twentieth Century. Atlantic-Little, Brown, Boston 1979. ISBN 0316284246.
- Cities on a Hill: A Journey through Contemporary America. Simon & Schuster, New York 1986. ISBN 0671552090.
- Way Out There in the Blue: Reagan, Star Wars, and the End of the Cold War. Simon & Schuster, New York 2000. ISBN 0743200233.
- Vietnam: Spirits of the Earth. Mit Fotografien von Mary Cross. Bulfinch Press, New York 2001. ISBN 978-0821227428.
- The Evangelicals: The Struggle to Shape America. Simon & Schuster, New York 2017. ISBN 9781439131343